# Scotiabank Arena
Scotiabank Arena, anteriormente chamada de Air Canada Centre (ACC), é uma arena multifuncional localizada na Bay Street, no distrito South Core no centro de Toronto, Ontário, Canadá. É a casa do Toronto Raptors da National Basketball Association (NBA) e do Toronto Maple Leafs da National Hockey League (NHL). Além disso, os times das ligas secundárias, o Toronto Marlies da American Hockey League (AHL) e o Raptors 905 da G-League, jogam jogos ocasionais na arena. A arena foi anteriormente o lar do Toronto Rock da National Lacrosse League (NLL) e do Toronto Phantoms da Arena Football League (AFL) durante sua breve existência.
A arena tem 61.780,5 metros quadrados de tamanho. Ele pertence e é operado pela Maple Leaf Sports & Entertainment Ltd. (MLSE), o mesmo grupo que possui os Leafs e os Raptors, bem como suas respectivas equipes de desenvolvimento. Em 2018, a Scotiabank Arena era a 13ª arena mais movimentada do mundo e a mais movimentada do Canadá. É também o local mais fotografado no Canadá no Instagram de acordo com o BuzzFeed. O Scotiabank Arena está conectado à estação ferroviária Toronto Union, estação de metrô e terminal de ônibus através do PATH.
A Scotiabank Arena, desde seu projeto inicial até a conclusão, revolucionou muitos conceitos incluídos em novas arenas e estádios construídos desde então. Esses recursos incluem suítes de luxo acessíveis no andar térreo, dividindo o placar principal em várias seções, girando toda a sinalização do patrocinador de uma vez (para permitir a mensagem dominante ou "neutralização" para eventos que não permitem publicidade comercial) e vários restaurantes em e fora da visualização da arena principal.
A Scotiabank Arena também hospeda outros eventos, como shows, convenções políticas e competições de videogame.

## História

### Arena multiuso

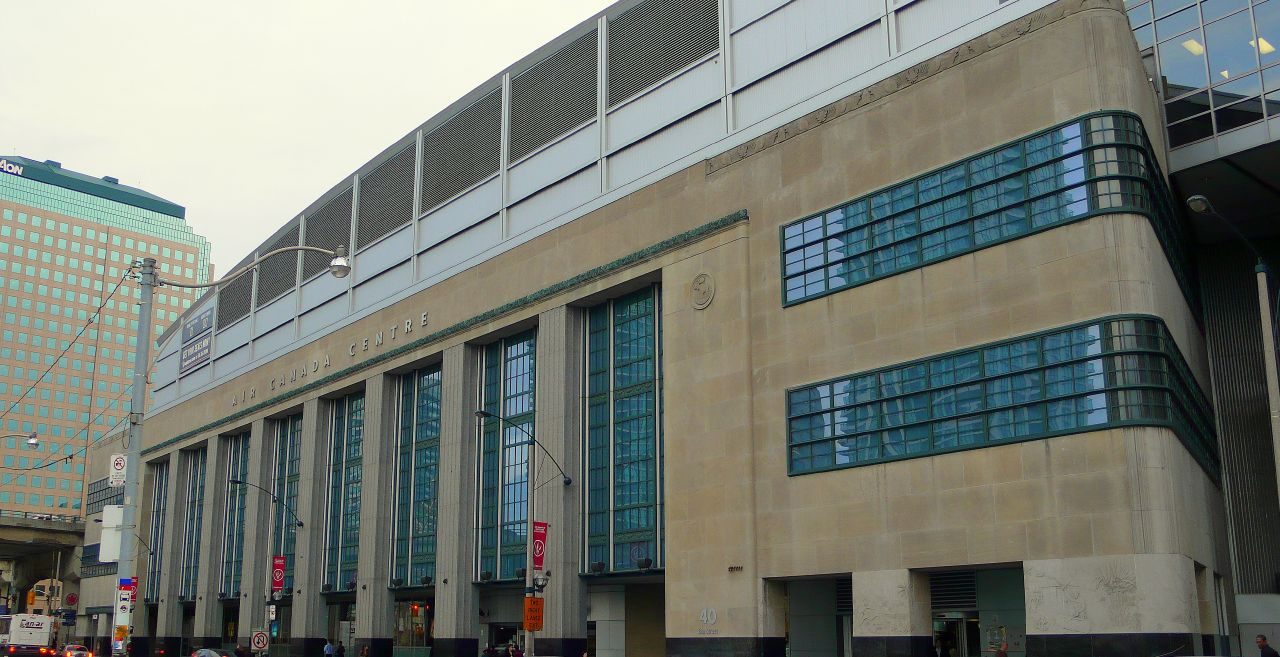
A arena mantém as paredes leste e sul da estrutura original construída, por meio de um processo de facadismo.

Em 1993, foi decidido que a NBA se expandiria para o Canadá. Três licitações concorrentes foram realizadas em julho do mesmo ano. O comitê de expansão da NBA visitou os vários locais propostos para ginásios. Os principais pontos de venda para o comitê eram uma localização no centro da cidade, fácil acesso subterrâneo ao sistema Subway & PATH e proximidade com o centro de negócios, o que tornaria os camarotes corporativos atraentes para as corporações.
Em 30 de setembro de 1993, a NBA concedeu a equipe à Professional Basketball Franchise Inc. (PBF), uma empresa chefiada pelo empresário canadense, John Bitove. O Toronto Raptors foi criado e exigido como termos da oferta vencedora para fornecer uma arena adequada para jogar. Como parte da proposta do PBF, o prédio dos Correios do Canadá foi escolhido para ser a nova casa dos Raptors, em parte devido à sua localização no centro, design proposto e características junto com o tamanho do lote. Outros locais considerados incluíram terras de propriedade do governo em Exhibition Place, North York Centre e no centro de Bay & Wellesley (um local planejado para o Canadian Opera Hall na década de 1980). Outro local em consideração pelo grupo de licitação MLSE foi em Bay & Dundas e faria parte do vizinho Eaton Centre. O edifício e os terrenos do Canada Post foram comprados por $ 60 milhões.
Os Raptors jogariam inicialmente suas duas primeiras temporadas a apenas algumas centenas de metros de distância, no estádio multiúso SkyDome (agora Rogers Centre), enquanto a arena era construída. A cerimônia de inauguração ocorreu em março de 1997. O edifício manteve a fachada de pedra calcária Art Deco Queenston do Toronto Postal Delivery Building ao longo das paredes leste (ao longo da Bay Street) e sul (Lake Shore Boulevard) dessa estrutura, mas o resto do edifício (de frente Union Station) foi demolida para dar lugar à arena, através do processo de facadismo. O edifício original está protegido pela Lei do Patrimônio de Ontário.

#### Arena 'Wars'
Quando a MLGL (Maple Leaf Gardens, Limited na época, a controladora do Toronto Maple Leafs) perdeu seu desejo de ser a proprietária da franquia dos Raptors, a competição entre as duas organizações esquentou em torno dos locais. A MLGL recusou-se a permitir que o Maple Leaf Gardens fosse usado para o novato da NBA, forçando Bitove a garantir os direitos de jogar as temporadas de abertura do Raptors no SkyDome até que a construção do novo estádio fosse concluída.
O Maple Leaf Gardens da década de 1930 estava mostrando sua idade; os Maple Leafs, em um desejo desesperado por uma nova instalação, começaram a desenvolver planos para a construção de um estádio totalmente novo com um dos principais critérios para o novo local, que deveria estar próximo ao sistema de metrô e ao GO Transit. Durante os estágios iniciais de construção, a MLGL seguiu seus próprios planos para construir um estádio competitivo de uso único em uma propriedade adjacente ao norte do estádio no topo dos galpões de trem na Union Station (semelhante a como o Madison Square Garden foi construído) como a nova casa do Toronto Maple Leafs. A reação dos Raptors não foi nada além de raiva. "Este local proposto pelo Maple Leaf realmente nos perturba", afirmou o presidente da equipe, Richard Peddie, que continuou a dizer que eles iriam lutar contra os Leafs e que não entendia porque eles se recusaram a se juntar aos Raptors; alegando que os Leafs querem "construir virtualmente em cima de nós". O principal problema da proposta da Union Station era que o terreno no qual o estádio teria sido construído era, na verdade, um terreno da cidade de Toronto que foi alugado para a Canadian National Railway e a CP Rail, que estavam em uma grande e antiga disputa por pagamentos de aluguel (datados de 1969). Como resultado, a MLGL ofereceu à cidade US $ 156 milhões em dinheiro e ativos para liquidar todas e quaisquer reivindicações pendentes e para comprar os direitos sobre as plataformas ferroviárias da Union Station.
Durante este período, os Raptors foram multados duas vezes em um milhão de dólares (que foram doados à sua fundação de caridade) pela NBA por perderem os prazos para começar a construção de sua nova arena e disputas sobre o futuro da arena resultaram em John Bitove sendo forçado a vender sua participação para Allan Slaight como resultado de uma cláusula. Slaight (que queria um acordo de arena conjunta com MLGL), então tinha propriedade majoritária e imediatamente entrou em negociações com MLGL, que eventualmente comprou os Raptors e sua arena parcialmente concluída. Isso subsequentemente resultou em grandes modificações no design original, que era específico para o basquete, para tornar a arena mais adequada para o hóquei. Originalmente planejado para custar $ 217 milhões, o MLGL aumentou o orçamento para $ 265 milhões após assumir o controle.

#### Construção
Após a compra dos Raptors e do Air Canada Centre, os novos proprietários firmaram um contrato de design e construção com a PCL Construction com o compromisso de terminar o ginásio em 24 meses até 1º de março de 1999. A integração dos Maple Leafs na nova estrutura resultaria em um aumento de 25% nos custos de construção (mais de $ 25 milhões em 1999). A estrutura concluída incluiu uma torre de 15 andares (reduzida de uma proposta de 30 andares), quatro restaurantes e um estacionamento subterrâneo.

#### Abertura
Em 1998, uma estranha reviravolta nos conflitos de agendamento fez o Toronto Raptors jogar seu jogo final da temporada regular no Copps Coliseum em Hamilton, já que o Toronto Blue Jays tinham o direito de reservar todas as datas do SkyDome. Os Raptors tentaram jogar a partida de 19 de abril no Maple Leaf Gardens, mas não tiveram sucesso.

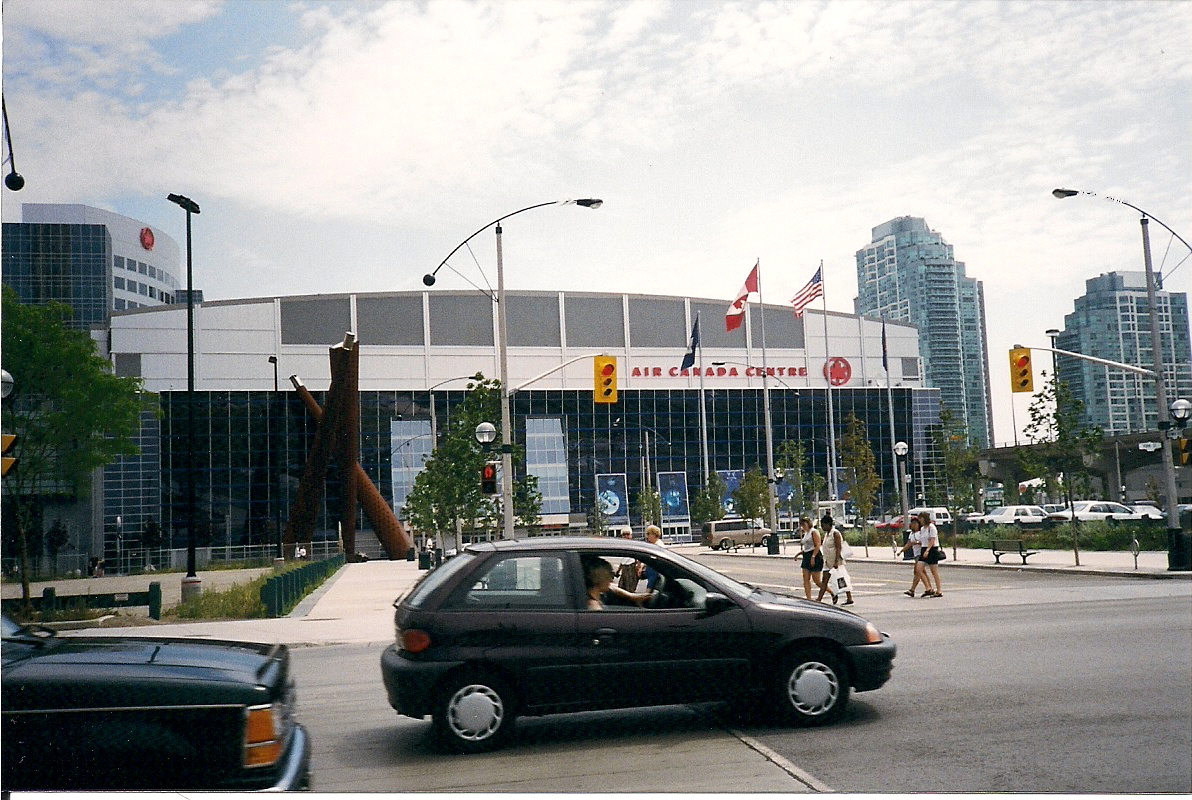
O então Air Canada Centre em julho de 1999, cinco meses após a abertura da arena

Em 30 de dezembro de 1998, a construção do prédio foi concluída, 9 dias antes do previsto. Os eventos de abertura aconteceram no início do ano seguinte e Steve Stavro (que era o acionista majoritário da MLGL) foi nomeado CEO. O jogo inicial de hóquei ocorreu em 20 de fevereiro de 1999 (Toronto Maple Leafs x Canadiens de Montréal), o primeiro jogo de basquete em 21 de fevereiro de 1999 (Toronto Raptors x Vancouver Grizzlies) e o show de abertura em 22 de fevereiro de 1999 (The Tragically Hip). As características do novo edifício consistem em uma arena de 6.000 m² e uma torre de escritórios de 15.300 m². Há também uma galeria e uma passarela com cobertura leste-oeste e climatizada, que contém restaurantes, bilheteria e outras unidades comerciais. A galeria também conecta a Scotiabank Arena a locais populares no centro da cidade, como Union Station, Bay Street e York Street. A Scotiabank Arena está conectada à rede subterrânea PATH. A galeria também funciona como um museu histórico, exibindo vários artefatos do antigo prédio do Canada Post.
Em seus primeiros dez anos de operação, a nova arena teve um benefício econômico estimado em US $ 2,4 bilhões. Isso impulsionou a economia de Toronto e levou a novas construções no centro da cidade. Muitos projetos na área foram concluídos antes do previsto, como resultado do desejo de aumentar a infraestrutura do centro de Toronto, e também de financiamento privado (aproximadamente US $ 13 milhões) que foi investido para ver o crescimento econômico de Toronto. Esses projetos incluíram o Bay West Teamway, o Union Plaza, o Galleria (shopping center) e o Bremner Boulevard.
A Air Canada comprou os direitos de naming rights da arena por US $ 30 milhões por 20 anos. Vários apelidos para a arena surgiram, incluindo 'The Hangar', mas seria a sigla 'ACC' que se tornou a abreviatura mais comumente referenciada para o ginásio e ainda é comumente usada pelos residentes locais.

#### Século 21

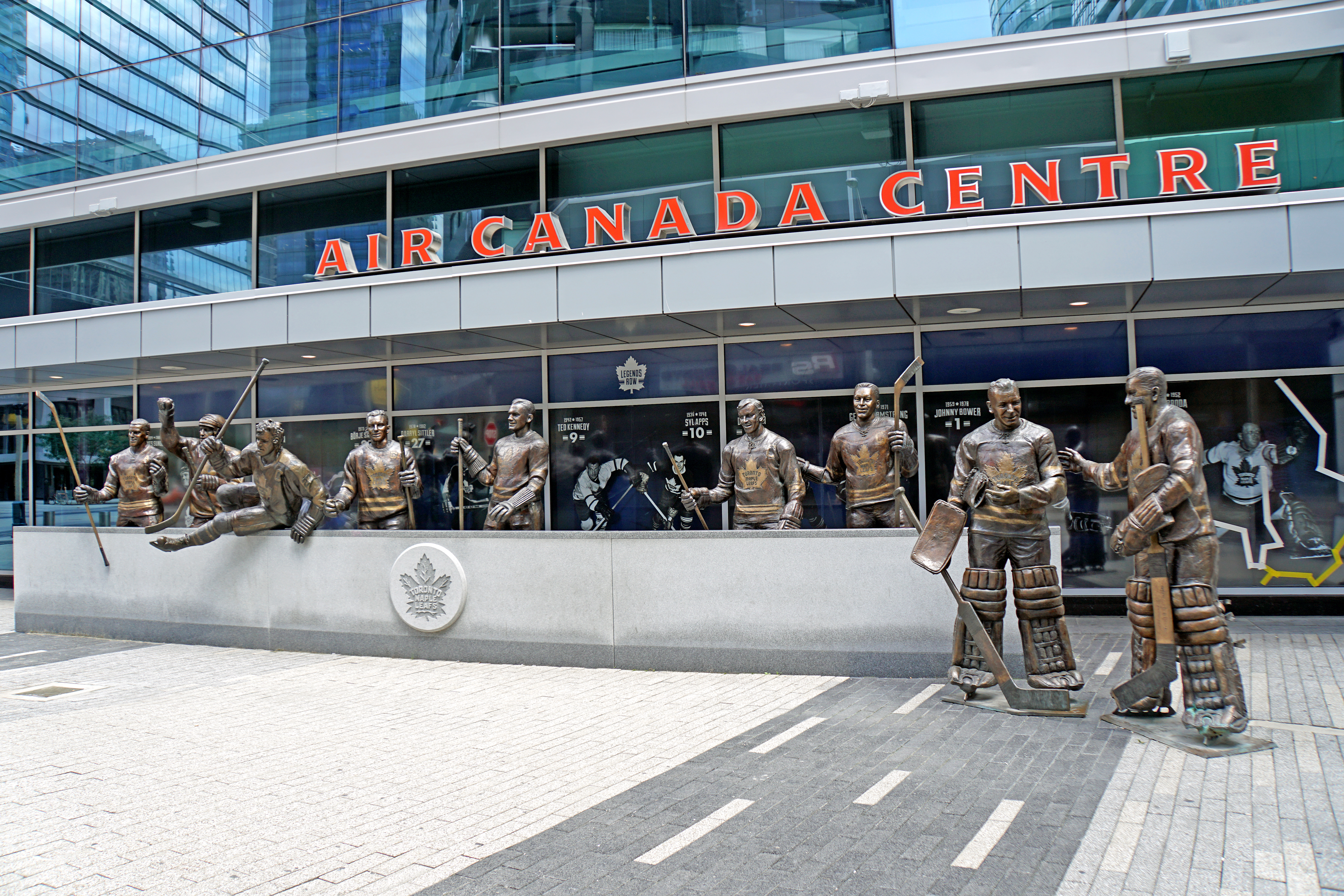
Em setembro de 2014, um grupo de estátuas em tamanho natural foi instalado no canto sudoeste da arena.

Em 2003, o MLSE concluiu uma atualização de $ 5 milhões da arena, incluindo um novo sistema de sinalização LED. Durante o verão de 2015, uma atualização de US $ 10 milhões da arena foi realizada, que incluiu a instalação de um novo placar quatro vezes maior do que o anterior. O antigo placar foi posteriormente instalado no Ricoh Coliseum.
No inverno de 2003, a Comissão de Álcool e Jogos de Ontário impôs uma penalidade de sete dias na arena por "permitir que clientes bêbados estivessem entre os clientes licenciados" no outono de 2002 em um jogo do Toronto Maple Leafs e também um show dos Rolling Stones. Como resultado dessas contravenções, não foi servido álcool na arena de 21 a 28 de dezembro de 2003. O local teve vários eventos importantes durante este período, que incluiu um jogo entre Toronto Raptors e Orlando Magic em 21 de dezembro, um jogo entre Toronto Maple Leafs e Florida Panthers em 23 de dezembro e o Disney on Ice: Toy Story 2, que funcionou de 25 de dezembro de 2003 a 1 de janeiro de 2004.

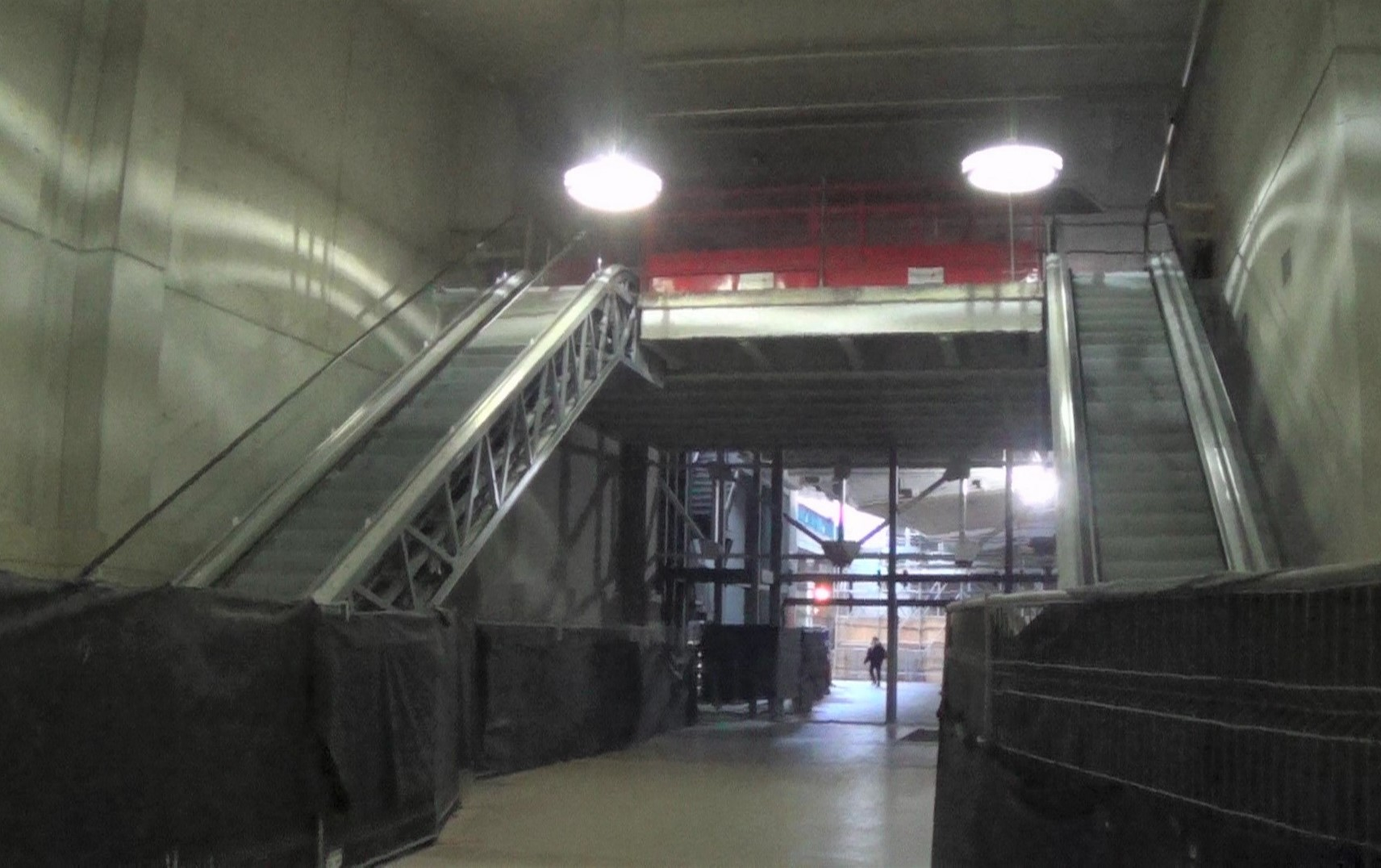
Escadas rolantes para um novo sistema PATH de conexão com o complexo de escritórios em construção CIBC Square sendo instalado no saguão da arena em 2019

Em 6 de setembro de 2014, um grupo de estátuas conhecido como Legends Row foi inaugurado do lado de fora da arena no canto sudoeste do edifício. As estátuas foram situadas em várias ondas de 2014 a 2016 e incluem Ted Kennedy, Johnny Bower, Darryl Sittler, Borje Salming, Syl Apps, George Armstrong, Mats Sundin, Dave Keon, Turk Broda e Tim Horton. Em 2017, as quatro últimas estátuas foram reveladas: Red Kelly, Frank Mahovlich, Charlie Conacher e Wendel Clark. O Legends Row agora apresenta 14 estátuas em tamanho natural de ex-jogadores do Maple Leafs ao lado de um banco de granito de 9 metros de comprimento.
O Air Canada Centre foi renomeado para Scotiabank Arena em 1 de julho de 2018. O acordo de patrocínio de 20 anos entre a Maple Leaf Sports & Entertainment e o Scotiabank vale cerca de $ 800 milhões. Acredita-se que este seja o patrocínio anual mais caro na história do esporte norte-americano. A arena é a terceira no Canadá a ter direitos de naming rights para o Scotiabank.
Durante a temporada de 2020-21, o Toronto Raptors realocou seus jogos em casa na Amalie Arena em Tampa, Flórida, devido à pandemia de COVID-19 em Toronto.

## Maple Leaf Square
No final de 2005, a Maple Leaf Sports and Entertainment anunciou que iria renovar o lado oeste do Air Canada Centre antes da temporada de 2008 para conectá-lo com o desenvolvimento da Maple Leaf Square. A Maple Leaf Square é propriedade conjunta da MLSE, Cadillac Fairview e Lantera Developments. O empreendimento de $ 500 milhões inclui dois restaurantes, o Hotel Le Germain, extensas lojas de varejo, incluindo uma loja dos Leafs, Marlies, Raptors e Toronto FC de 840 metros quadrados, dois condomínios de 54 andares, um supermercado e uma praça pública. Foi inaugurado em 2010. A renovação de dois anos e $ 48 milhões do ACC adicionou um novo átrio que inclui um estúdio de transmissão de alta definição para Leafs Nation Network (anteriormente Leafs TV), NBA TV Canada e GolTV Canada.

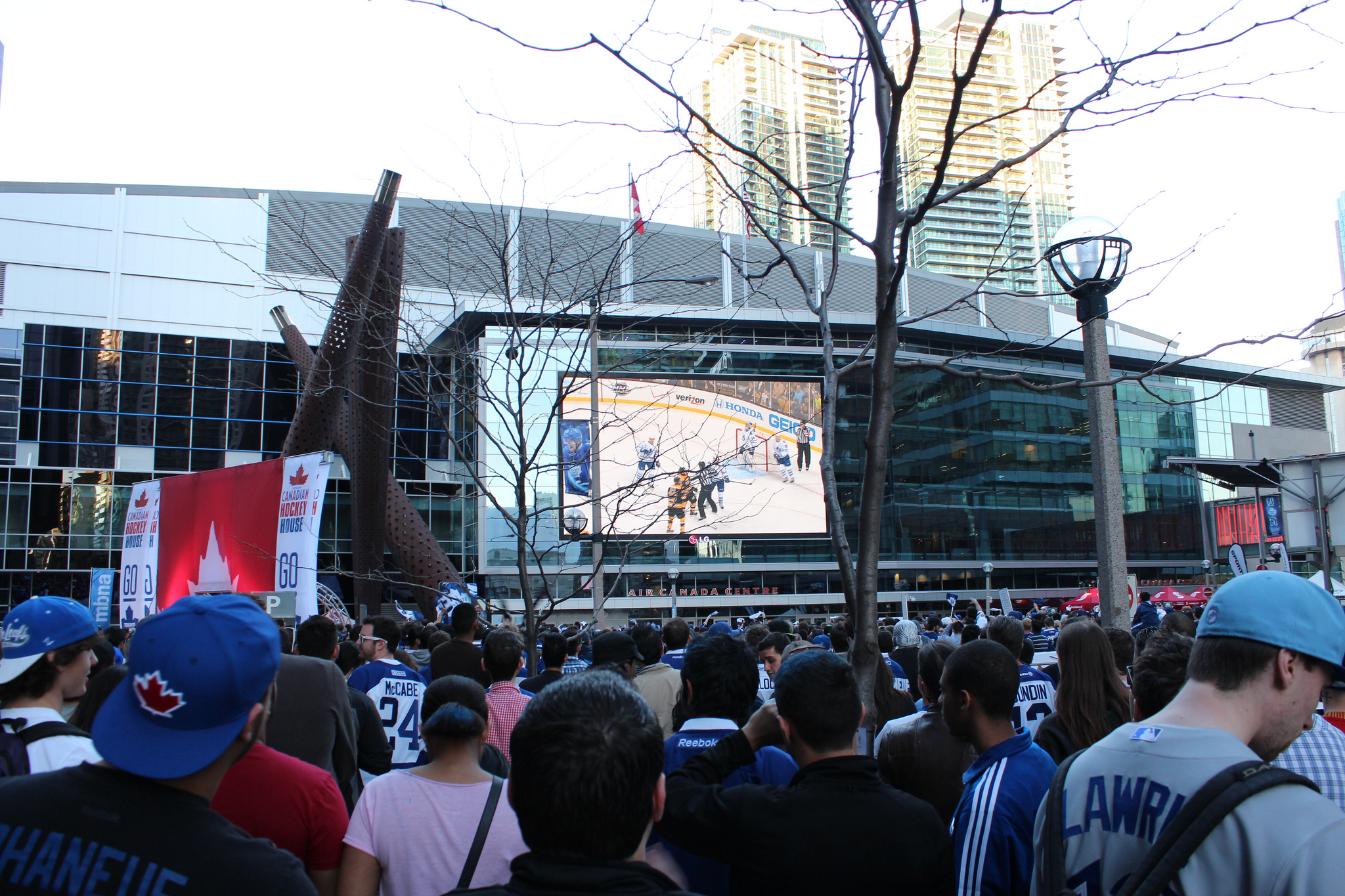
Um ponto de encontro popular durante os playoffs de Maple Leafs e Raptors, a arena tem uma grande tela de vídeo com vista para o átrio de Maple Leaf Square.

A parede externa de átrio apresenta uma tela de vídeo de 9,1 por 15,2 metros com vista para a praça, que geralmente transmite jogos que acontecem dentro da arena. Durante os playoffs da NHL e da NBA, a praça atrai milhares de fãs dos Leafs e Raptors, respectivamente, às vezes transmitindo as partidas. Durante os playoffs dos Raptors, a praça ganhou o apelido de "Jurassic Park" após a adaptação cinematográfica de 1993 que inspirou o nome do time. Durante os playoffs da NBA de 2019 e especialmente durante as finais da NBA de 2019, outras praças da cidade em todo o Canadá também adquiriram o apelido de Jurassic Park, como em Halifax, Nova Scotia.

## Eventos

### Convenções políticas
Em 2003, o Partido Liberal do Canadá realizou sua convenção no Air Canada Centre. Paul Martin foi eleito o novo líder do partido e, portanto, também se tornou primeiro-ministro, sucedendo a Jean Chrétien.

### Esportes
O primeiro jogo em casa do Toronto Maple Leafs aconteceu em 20 de fevereiro de 1999, contra o Canadiens de Montréal, vencido pelos Leafs por 3-2 em um gol na prorrogação de Steve Thomas. Os jogos caseiros do Maple Leafs geralmente estão esgotados e há uma lista de espera desde o início de 2015. O primeiro jogo do Toronto Raptors aconteceu na noite seguinte contra o Vancouver Grizzlies. Os Raptors venceram por 102–87 na frente de uma multidão lotada. A instalação sediou o All-Star Game da NHL de 2000, a final da Copa do Mundo de Hóquei de 2004, todos os jogos da Copa do Mundo de Hóquei de 2016 e o All-Star Game da NBA de 2016, o primeiro All-Star Game realizado fora dos Estados Unidos.
O Toronto Rock também se mudou do Maple Leaf Gardens para o Air Canada Centre para a temporada 2001 da NLL. O primeiro jogo do Rock foi uma vitória por 17–7 sobre o Ottawa Rebel em 21 de dezembro de 2000.
Em 3 de outubro de 2003, o Air Canada Centre sofreu uma queda de energia durante o terceiro quarto de um jogo da pré-temporada dos Raptors contra o Panathinaikos. O Air Canada Centre foi um dos locais anfitriões do World Hockey Summit em 2010. O Air Canada Centre sediou o Campeonato Mundial de Hóquei no Gelo Sub-20 de 2015 pela primeira vez, bem como sediou a final desse torneio, no qual o Canadá foi coroado campeão, derrotando a Rússia. O ACC co-sediou esse torneio com o Centre Bell em Montreal, e ambos os locais co-sediaram a edição de 2017 do mesmo evento, embora o ACC não tenha sediado as rodadas de medalhas.

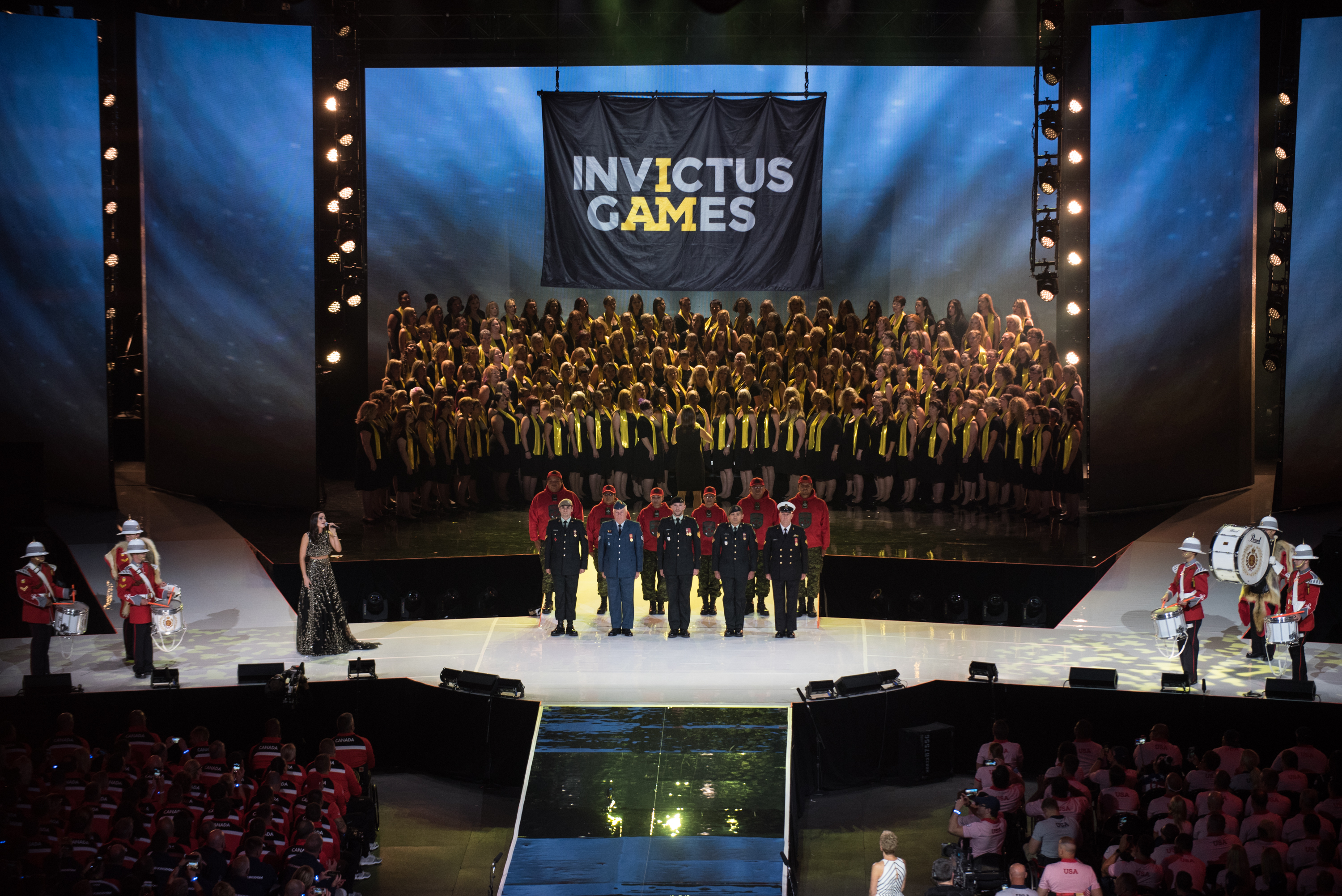
Hasteamento das bandeiras durante as cerimônias de encerramento dos Invictus Games de 2017

Em 2017, o Air Canada Centre sediou as cerimônias de abertura e encerramento dos Invictus Games daquele ano.
Em 23 de setembro de 2017, o ACC apresentou a cerimônia de abertura como um evento espetacular ao vivo de duas horas. Esta cerimônia foi projetada para dar as boas-vindas e homenagear os 550 competidores e suas famílias, que vêm de 17 diferentes nações concorrentes. O show contou com centenas de membros, incluindo homens e mulheres honorários das Forças Armadas canadenses. O elenco mostrou uma demonstração de cerimônia em várias produções diferentes e o hasteamento da bandeira. Outros convidados do evento incluíram celebridades, dignitários mundiais, estrelas da música e outros convidados especiais. Eles se reuniram para celebrar o serviço e as histórias dos membros dos Jogos Invictus de 2017. Os artistas principais incluem Laura Wright, Alessia Cara, The Tenors, Sarah McLachlan e La Bottine Souriante.
O ACC sediou a Cerimônia de Encerramento da Invictus Games de 2017 em 20 de setembro de 2017. O evento contou com um arranjo de artistas musicais internacionais, reunindo-se para celebrar e reconhecer os competidores da Invictus Games. A cerimônia de encerramento contou com os principais convidados musicais Bachman & Turner, Bryan Adams, Coeur de Pirate, Bruce Springsteen e Kelly Clarkson. Esta celebração também incluiu palavras de dignitários mundiais enquanto os jogos eram passados para a nação anfitriã dos Jogos Invictus de 2018 em Sydney na Austrália.
Em 27 de julho de 2018, a Scotiabank Arena sediou a sexta semana da temporada Big3 de 2018. A Big3 é uma liga profissional de basquete 3x3 fundada por Ice Cube que compreende oito times, cada um apresentando jogadores aposentados da NBA. Toronto é a única cidade não americana a sediar um evento da Big3.
O local sediou sua primeira série de final da NBA quando os Raptors jogou contra o Golden State Warriors nos jogos 1, 2 e 5 nas Finais da NBA de 2019. Os Raptors venceram o título da NBA, na antiga arena dos Warriors, a Oracle Arena em Oakland, no Jogo 6.
Em 10 de julho de 2020, Toronto foi nomeada uma das duas cidades indicadas como uma cidade central (ao lado da Rogers Arena em Edmonton, Alberta) para o Plano de Retorno da NHL para facilitar o início dos playoffs da Stanley Cup de 2020 devido a pandemia de COVID-19. Todas as partidas em Toronto foram disputadas na Scotiabank Arena. O plano incluía uma rodada de qualificação para a Stanley Cup para os playoffs, bem como suas duas primeiras rodadas. Das 24 equipes participantes, Toronto recebeu 12 equipes da Conferência Leste em sua cidade nas primeiras rodadas, enquanto Edmonton recebeu 12 equipes da Conferência Oeste nas primeiras rodadas, ambas as Finais da Conferência e as Finais da Copa Stanley.
A arena também foi palco de cinco eventos do Ultimate Fighting Championship (UFC): o UFC 140 em 2011, o UFC 152 em 2012, o UFC 165 em 2013, o UFC 206 em 2016 e o UFC 231 em 2018.

### Competições de videogame
Em 27 e 28 de agosto de 2016, o Air Canada Centre sediou a sexta temporada do Campeonato Norte Americano de Verão da Série de League of Legends (LoL), marcando a primeira competição profissional de League of Legends no Canadá. Durante a rodada final, o Team SoloMid (TSM) derrotou a Cloud9 (C9) por três partidas a um no formato melhor de cinco. O Summer North American Championship Series serve como qualificação para o Campeonato Mundial de League of Legends para times norte-americanos.